# James Tarjan
Pour les articles homonymes, voir Tarjan.
James Tarjan est un joueur d'échecs américain né le 22 février 1952 à Pomona (Californie). Grand maître international en 1976, il participa à cinq olympiades d'échecs consécutives (de 1974 à 1982) et remporta sept médailles. En 1979, il représenta les États-Unis lors du tournoi interzonal de Riga où il marqua la moitié des points (8,5 / 17).

## Biographie et carrière
Tarjan remporta le championnat junior de Californie à l'âge de quatorze ans (en 1966). En 1967, il termina à la première place de l'open de Californie.
Lors de l'olympiade d'échecs de 1974 à Nice où il jouait comme deuxième remplaçant, il marqua 11 points sur 13 (+9 =4) et remporta la médaille d'or individuelle et la médaille de bronze par équipe. En 1975, il remporta le tournoi de Subotica avec 8 points sur 11. En 1976, il termina premier du mémorial Kérès à Vancouver, devant Arturo Pomar.
Lors de l'olympiade d'échecs de 1976, il jouait au quatrième échiquier et l'équipe américaine remporta la médaille d'or. Lors de l'olympiade d'échecs de 1978, l'équipe américaine finit troisième et Tarjan qui était premier remplaçant remporta la médaille d'or individuelle (avec 9,5 points sur 11). En 1980, les États-Unis finirent quatrième (Tarjan était le quatrième échiquier). En 1982, comme premier remplaçant, Tarjan remporta la médaille de bronze par équipe et la médaille de bronze individuelle (avec 7 points sur 9, +5 =4).
Lors du championnat d'échecs des États-Unis de 1978 à Pasadena, qui était aussi un tournoi zonal, Tarjan finit deuxième et se qualifia pour le tournoi interzonal de 1979.
Il a également gagné le tournoi de Vrsac 1983. Après ce succès, il finit troisième du championnat des États-Unis de 1984, puis mit un terme à sa carrière de joueur professionnel.
Tarjan travaille comme bibliothécaire à la bibliothèque de Santa Cruz (Californie).

## Un exemple de partie
James Tarjan-Svetozar Gligorić, Vrsac, 1983
1. d4 Cf6 2. c4 e6 3. Cf3 b6 4. g3 Fb7 5. Fg2 Fe7 6. Cc3 0-0 7. 0-0 Ce4 8. Fd2 d5 9. cxd5 exd5 10. Tc1 Cd7 11. Db3 Cxd2 12. Cxd2 Cf6 13. Tfd1 a5?! (13...a6) 14. Cf3 Tb8 15. Ce5 c5 16. e3 Fa8 17. e4! dxe4 18. d5! b5 19. Cxe4 c4 20. Dc2 Cxe4 21. Fxe4 g6 22. Cc6 Dd6 (22...Fxc6! 23. dxc6) 23. Cxb8 Txb8 24. a4! Fg5 25. Ta1 Fd8 26. Fg2 Dc5 27. axb5 Dxb5 28. Ta4 Tc8 29. d6 Fxg2 30. Rxg2 Tc5 31. T4a1 Dc6+ 32. Rg1 h5 33. Da4 Da8 34. Te1 h4 35. Tad1 h3 36. De8+ Rg7 37. De4 Dxe4 38. Txe4 a4 39. Te8 a3 40. bxa3 c3 41. Txd8 c2 42. Tc1 1-0 (42...Td5 43. Te8 Td1+ 44. Te1).